# Eugenius
Flavius Eugenius (okolo 345? – 394 Frigidus) byl římský uzurpátor proti císaři Theodosiovi I. v letech 392–394. Ačkoli byl křesťan, jako poslední císař prováděl aktivní politiku s cílem podpořit tradiční pohanské náboženství.
Eugenius byl učitel gramatiky a rétoriky. Na císařském dvoře v té době působil mocný magister militum Arbogast, který byl franského původu a de facto vládl západní části římské říše.

## Vzestup k moci
Eugenius byl na trůn dosazen Arbogastem 22. srpna 392, po sebevraždě císaře Valentiniana II. Příčinou sebevraždy či přímo vraždy byl patrně Arbogast, kterého se Valentinian snažil odstranit. Jmenováním loajálního Eugenia dávalo Arbogastovi výhodu a moc. Eugenius byl římského původu a jako císař byl vhodnější než Arbogasta a také římský senát by s větší pravděpodobností podporoval Eugenia. Poté, co byl Eugenius jmenován císařem, změnil své správce. Když císař Theodosius I. nechal západní polovinu římské říše Valentinianovi II., jmenoval do nejvyšších civilních úřadů své vlastní muže, aby měl pod kontrolou celou říši. Eugenius nahradil tyto správce svými loajálními lidmi. Virius Nicomachus Flavianus starší se stal praetoriánským prefektem Itálie a jeho syn Nicomachus Flavianus mladší obdržel titul římského prefekta.
Eugeniova skutečná víra je předmětem sporů mezi středověkými a moderními historiky, ale Eugenius byl přinejmenším na veřejnosti křesťanem, a proto se zdráhal přijmout program imperiální podpory polyteismu, přesto ho jeho správci přesvědčili, aby použil veřejné peníze na financování pohanských projektů, jako bylo znovuzasvěcení chrámu Venuše a Říma či obnova oltáře vítězství, který odstranil císař Gratian. Tato náboženská politika vytvořila nevoli u křesťanské církve, u císaře Theodosia i mocného a vlivného biskupa Ambrože, který po jmenování Eugenia opustili své sídlo v Miláně.
Po zvolení císařem vyslal Eugenius k Theodosiovi vyslance s žádostí o uznání jeho titulu. Theodosius jmenování nedynastického spoluvládce neuznal a odmítl i všechny diplomatické nabídky od Eugenia a Arbogasta. Naopak začal shromažďovat vojska, aby oba vzbouřence porazil. Před válečnou výpravou Theodosius jmenoval v lednu 393 svého osmiletého syna Honoria do hodnosti Augusta.
Theodosius se poté se svou armádou přemístil z Konstantinopole na západ, kde se 6. září 394 střetl s Eugeniem a Arbogastem v krvavé bitvě na řece Frigidus (údolí Vipava, Slovinsko). Bitva trvala dva dny a byla poznamenána neobvyklými astronomickými a meteorologickými jevy. Nakonec v bitvě zvítězil Theodosius. Arbogast po porážce spáchal sebevraždu, zatímco Eugenius byl zadržen a popraven jako zločinec. Jeho hlava byla poté vystavena v Theodosiově vojenském ležení.